# Parque Nacional de Brasília
O Parque Nacional de Brasília, também conhecido pelo apelido de Água Mineral, é uma unidade de conservação brasileira de proteção integral à natureza localizada no noroeste do Distrito Federal. Situa-se a cerca de dez quilômetros da área central de Brasília. É um dos parques mais visitados do país.
Foi criado em novembro de 1961, sendo que seus limites foram ampliados por uma lei federal de 2006. Abrange uma área de 42 355,54 hectares (423,6 km²), com território distribuído pelas regiões administrativas de Brazlândia, Brasília e Sobradinho, no Distrito Federal, e pelo município de Padre Bernardo, em Goiás. Sua administração compete atualmente ao Instituto Chico Mendes de Conservação da Biodiversidade (ICMBio).

## História
A criação do parque está diretamente relacionada com a construção de Brasília. Naquele momento, sua área estava destinada ao "Convênio Florestal", firmado em 1957 entre o Ministério da Agricultura e a Novacap. O acordo buscava preservar os jardins da cidade e efetuar o replantio e substituição de plantas. Nos anos seguintes, a iniciativa foi responsável por distribuir aproximadamente dez mil mudas de essências florestais.
Em 1961, o engenheiro e ambientalista Ezechias Heringer propôs a transformação da área em um parque nacional, como forma de protegê-lo. Heringer defendeu sua proposta com os seguintes argumentos:

1. a área é coberta por flora típica de cerrado, formação vegetal que ocupa mais da sexta parte do território nacional, localizando-se Brasília no centro deste tipo de vegetação;
2. a área é rica em fauna típica da Região e são necessárias providências para que esta permaneça intacta;
3. a topografia possui acidentes sui generis somente ali verificados, como nascentes de águas cristalinas, penhascos de arenito, etc., que devem ser protegidos;
4. a área inclui as bacias dos três rios fornecedores de água potável da capital. Trata-se portanto de conseguir o domínio efetivo sobre as áreas destes mananciais e colocá-las à guarda de um organismo – o Parque Nacional de Brasília;
5. a manutenção desta área em estado natural contribuiria também para o equilíbrio das condições climáticas e evitar-se-ia a erosão do solo;
6. o Parque deve servir como instituição educacional para educar o povo nas práticas conservacionistas e servir para preservação de material básico para estudos e pesquisas.— argumentos utilizados por Ezechias Heringer em 1960 para a criação do parque
A ideia foi aceita e, em 29 de novembro de 1961, o primeiro-ministro do Brasil, Tancredo Neves, criou legalmente o Parque Nacional de Brasília através do Decreto nº 241. O texto previu que seria subordinado ao Serviço Florestal do Ministério da Agricultura e que teria área aproximada de 30.000 hectares. No entanto, segundo o engenheiro agrônomo Saulo Ulhôa, "quando se criou o parque, não houve medidas para sua efetivação."
Ao longo dos anos, com o desenvolvimento de Brasília e por conta da localização privilegiada do parque, algumas de suas áreas limítrofes foram invadidas e em seguida utilizadas para a construção de moradias e estabelecimentos comerciais, bem como para atividades de plantio. Em 1993, a área ocupada pelo parque foi classificada como Zona Núcleo da Reserva da Biosfera do Cerrado no Distrito Federal. As reservas de biosfera, conforme a Lei nº 742, de 28 de julho de 1994, "tem por objetivo propiciar o planejamento multissetorial direcionado à conservação da biodiversidade, ao conhecimento científico e ao desenvolvimento sustentável das regiões nelas inseridas."

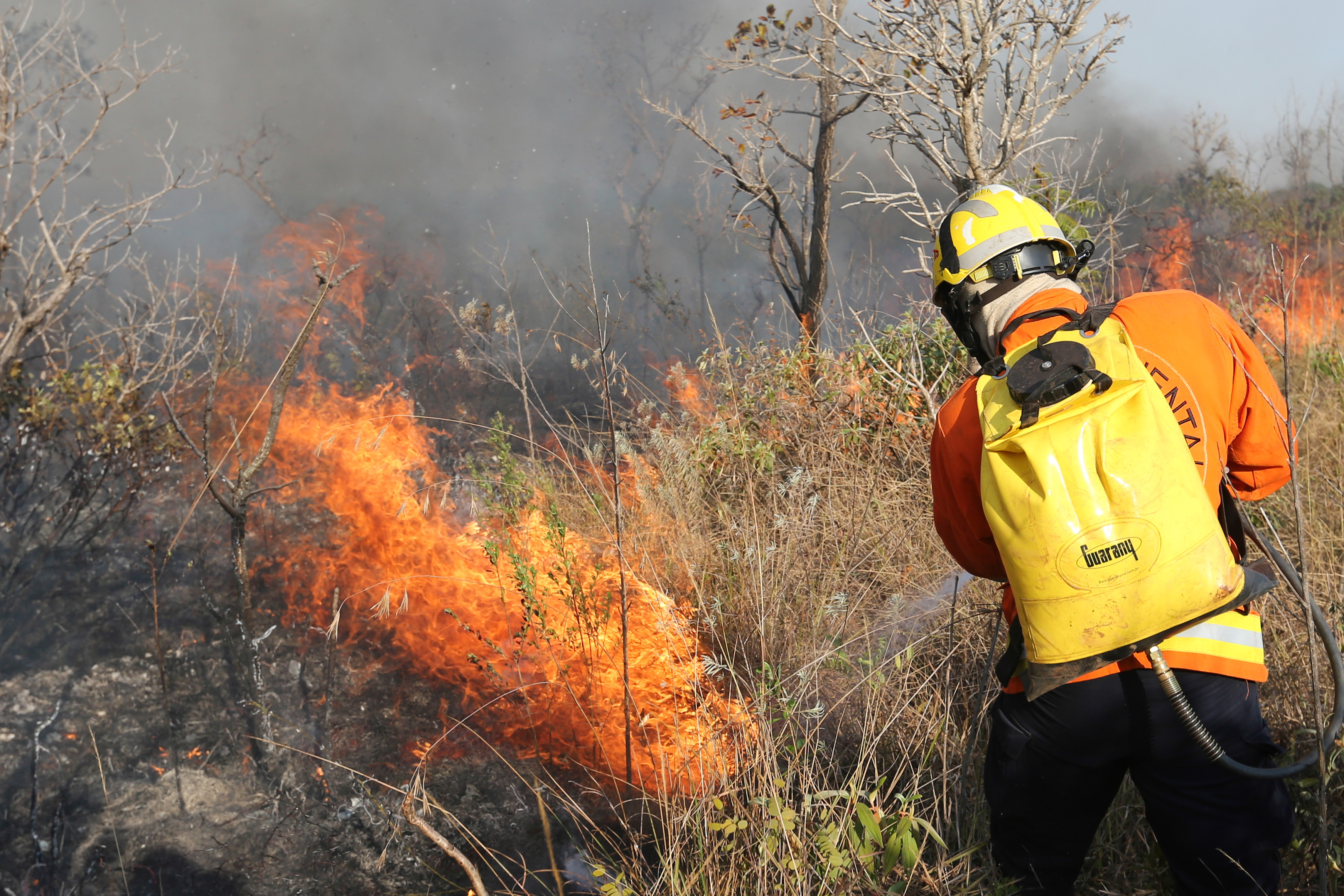
Bombeiro combatendo incêndio no parque, em 2017

Apesar de ter definido os limites do parque, o decreto de criação estabeleceu que sua área definitiva só seria fixada após a deflagração de "estudo e reconhecimento da região." Nas décadas seguintes, entretanto, este levantamento não foi realizado. Em 2004, a ministra Marina Silva propôs a alteração de seus limites, pois considerava que tal falta de limitação legal estava causando danos à sua conservação. Em 2006, o presidente em exercício José Alencar sancionou a Lei nº 11.285, ampliando sua área para 42.389,01 hectares.
Em 2017, de acordo com o Instituto Chico Mendes de Conservação da Biodiversidade (ICMBio), entre 10% e 11% do parque foi queimado por um incêndio,  o primeiro ali registrado desde 2010. O incêndio foi controlado poucos dias depois, resultando na queima de uma área equivalente a 4.500 campos de futebol. Outro incêndio entre média e grande proporção voltou a atingi-lo no ano seguinte.
Em 2020, o presidente Jair Bolsonaro decretou a inclusão do parque no âmbito do Programa de Parcerias de Investimentos da Presidência da República (PPI), prevendo sua privatização. Em caso de adoção, a mudança tiraria do ICMBio a administração efetiva do parque, ficando responsável integralmente por sua preservação. A ideia já havia sido aventada durante o governo de Michel Temer, em 2016. Em resposta, parlamentares protocolaram projetos de decreto legislativo para sustar a eficácia do decreto de Bolsonaro, evitando-se, assim, a privatização.

## Localização
Situa-se a cerca de dez quilômetros da área central de Brasília. Faz limite com as regiões administrativas de Cruzeiro, Guará, Taguatinga, Brazlândia e Sobradinho. Em 1997, era circundado em sua maior parte pela zona rural de uso controlado. É acessado pela Estrada Parque Indústria e Abastecimento (Via EPIA) e dispõe de transporte coletivo.

## Visitação

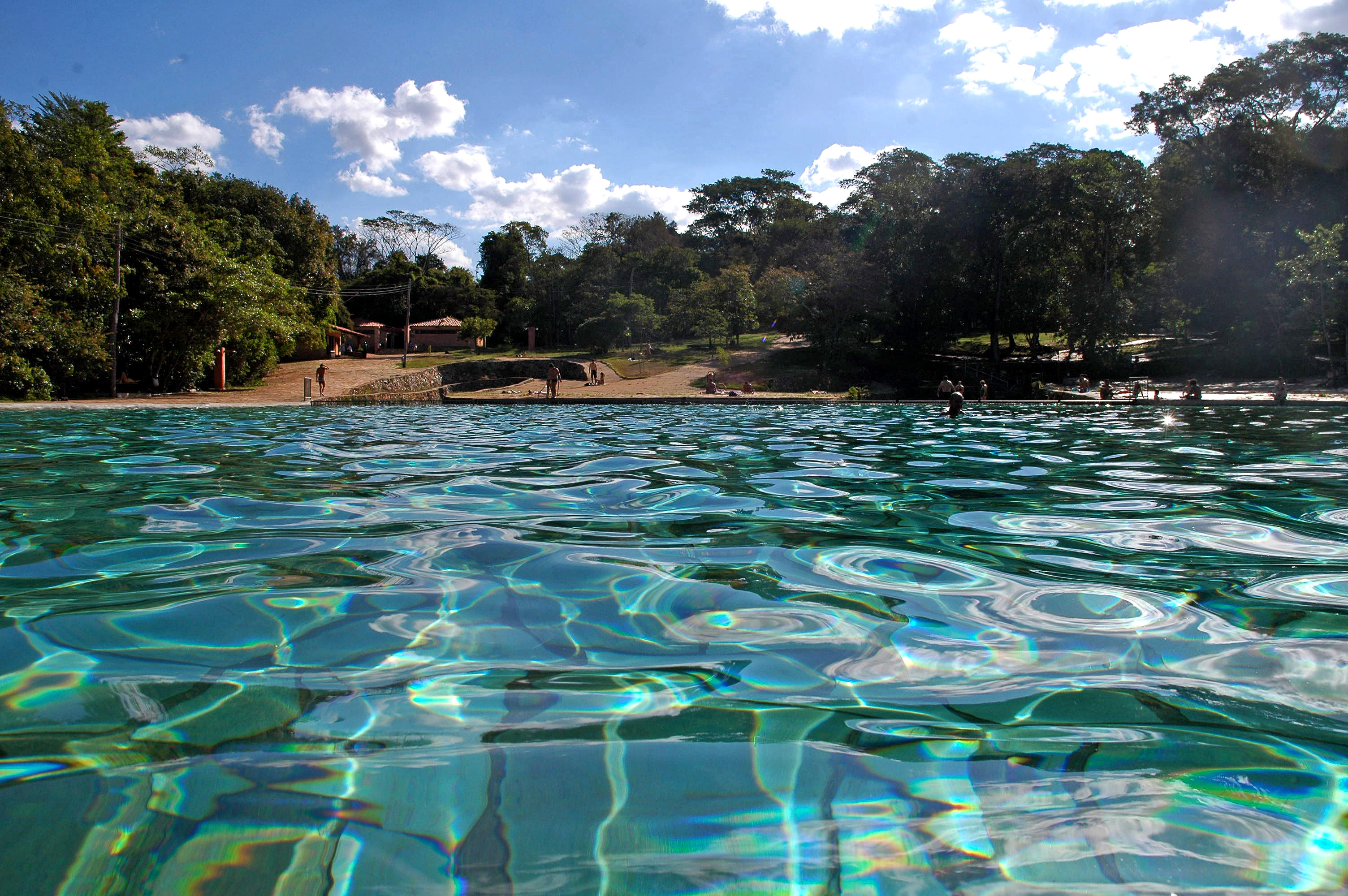
Piscina do Parque Nacional de Brasília, em 2011

É aberto ao público, mas há áreas restritas à visitação, incluindo as cachoeiras e a Barragem de Santa Maria. Em 2018, era cobrada entrada de R$ 28,00 para estrangeiros que moravam fora do país, enquanto nacionais e estrangeiros residentes no país pagavam meia-entrada.
O PNB é um dos parques mais visitados do Brasil. Em 2019, registrou-se 251 mil visitantes. Em 2014, foram 229 mil.
A principal atração do parque são as piscinas formadas a partir dos poços d’água, surgidos às margens do Córrego Acampamento pela extração de areia feita antes da criação de Brasília. O parque também dispõe de duas trilhas na área interna, a da Capivara, com duração de cerca de vinte minutos, e a do Cristal Água, com duração de cerca de duas horas.

## Clima
De acordo com a Classificação climática de Köppen-Geiger, o clima verificado no parque é o temperado e úmido de altitude (Cwhl). Sua temperatura média durante o mês mais quente é de 22ºC e menos de 18ºC no mais frio. Os meses mais secos são agosto e setembro.

## Características

### Solo
Os solos presentes no parque são o latossolos, os cambissolos, os planossolos, os plintossolos e as areias quartzosas.

### Recursos hídricos

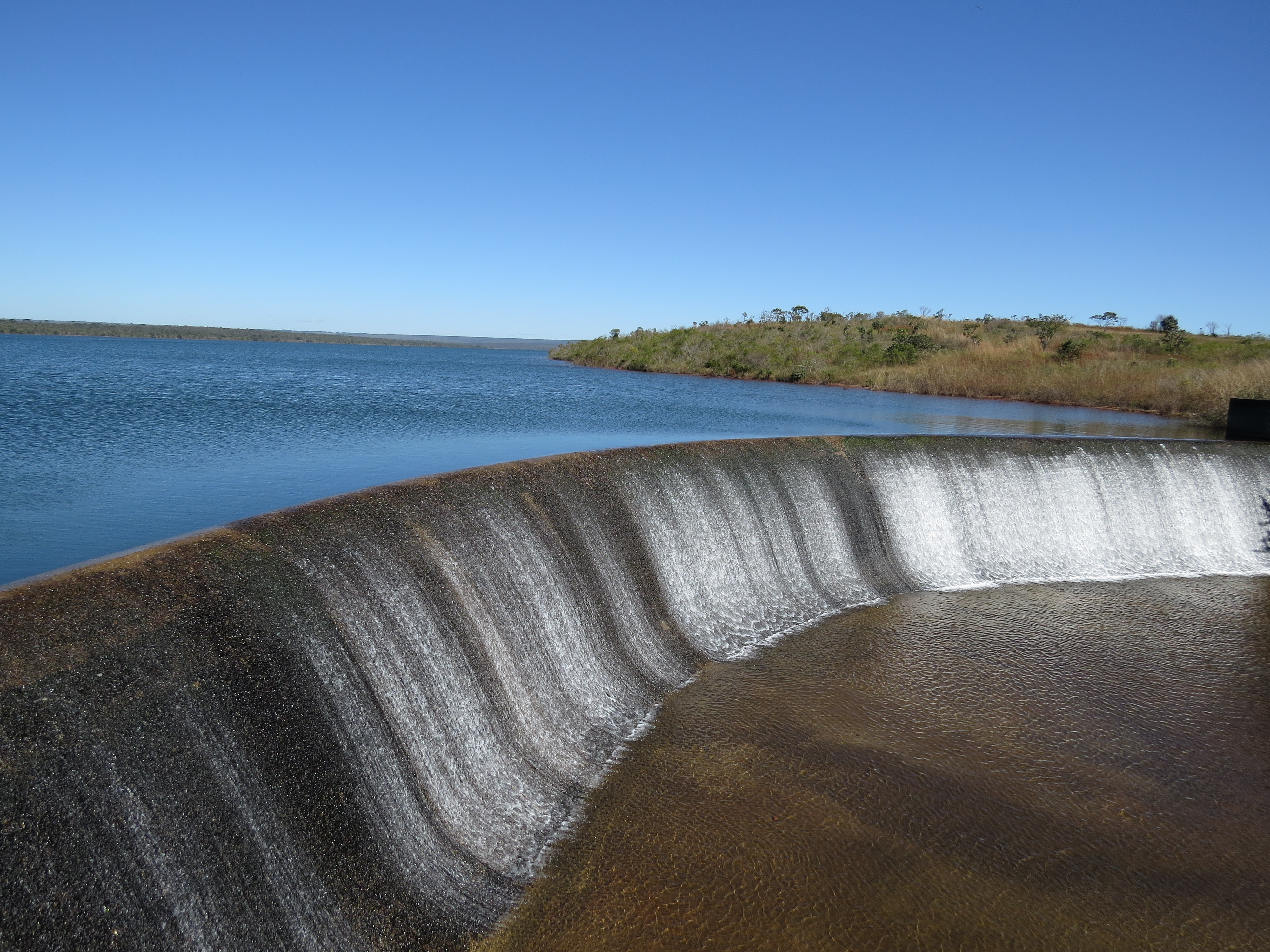
Vertedouro da Barragem de Santa Maria, localizada no PNB, em 2019

Possui águas de superfície e de subsuperficie, que são abundantes e de alta qualidade. Os cursos de água ali presentes formam duas sub-bacias: a maior delas, a sub-bacia do Torto, que ocupa dois terços do parque; e a sub-bacia do Bananal, que ocupa o contingente restante.
No PNB há a Barragem de Santa Maria, responsável por fornecer 29% do abastecimento do Distrito Federal. Em 2020, possuía volume útil estimado entre 45,5 milhões e 61,31 milhões de metros cúbicos de água.

### Biodiversidade

#### Fauna
|                                            |  |                                            |
| Um lagarto em uma pedra do parque, em 2016 |  | Um macaco em uma árvore do parque, em 2019 |

Conta com uma fauna bastante rica. Em 2001, verificou-se a existência de inúmeros mamíferos ameaçados de extinção, como o lobo-guará (Chrysocyon brachyurus), o veado-campeiro (Ozotocerus bezoarticus), o tamanduá-bandeira (Myrmecophaga tridactyla) e o tatu-canastra (Priodontes maximus). De igual modo, em relação a sua avifauna, foram registrados exemplares de emas (Rhea americana), siriemas (Cariama cristata), tucanos-toco (Ramphastus toco) e antas (Tapirus terrestris).
Grupos de Macaco-prego frequentam a área das piscinas, onde consomem alimentos industrializados trazidos por visitantes, causando problemas de saúde e comportamentais aos animais .

#### Flora
O cerrado é predominante. A vegetação ao redor das nascentes e riachos é do tipo campo cerrado, que consiste em matas de galeria. Essas áreas foram declaradas reservas naturais pela Organização das Nações Unidas para a Educação, a Ciência e a Cultura (UNESCO). As espécies de plantas relatadas no parque são a palmeira de buriti (M. flexuosa) e muitas espécies de Velloziaceae. O parque estabeleceu um viveiro de árvores florestais e também administra um centro de educação ambiental.